# Dendrophthoe longituba
Dendrophthoe longituba är en tvåhjärtbladig växtart som beskrevs av Danser. Dendrophthoe longituba ingår i släktet Dendrophthoe och familjen Loranthaceae. Inga underarter finns listade i Catalogue of Life.